# Danyor
Danyor (auch Danyore, Urdu گلگت) ist ein Ort in Gilgit-Baltistan im pakistanischen Teil des Karakorum am linken Ufer der Flüsse Hunza und Gilgit, einem Nebenfluss des Indus. Es liegt unmittelbar gegenüber von Gilgit.
Der Karakorum Highway (KKH), die zwischen 1962 und 1978 gebaute Fernstraße N-35 zwischen Pakistan und China, geht durch den Ort, nachdem sie auf der neuen, 2016 fertiggestellten Gilgit Bridge auf das östliche Ufer gewechselt ist, um in das Hunza-Tal zu gelangen. Davor verlief sie seit der 67 km flussabwärts stehenden Raikot Bridge auf der rechten, westlichen Seite des Gilgit und des Indus. Bei der alten, 730 m flussabwärts stehenden Gilgit Bridge senkte sich 2008 ein Pfeiler, was zum Einsturz von zunächst zwei Öffnungen der Spannbetonbrücke führte. Später folgte ein weiterer Pfeiler und die dritte Öffnung. Man behalf sich mit einer Behelfsbrücke bis zur Eröffnung der neuen Brücke.
Auf dem Chinesischen Friedhof sind die chinesischen Ingenieure und Arbeiter begraben, die beim Bau der Karakorum Highway ums Leben kamen.
Die Ende der 1960er Jahre fertiggestellte Danyor-Brücke, einer einspurige Hängebrücke über den Hunza, hat sich zu einer Touristenattraktion entwickelt.